# تنهایی (فیلم ۱۳۵۵)
تنهایی فیلمی به کارگردانی اسماعیل پورسعید و نویسندگی علی اکبر شکاریان محصول سال ۱۳۵۵ خورشیدی است. این فیلم سیاه و سفید به تهیه‌کنندگی نعمت‌الله رفیعی محصول مهرگان‌فیلم است.

## خلاصه داستان
اکبر و اقدس قرار ازدواج می‌گذارند، و اکبر در موقع وصول چک دوستش مهدی با صاحب چک، قاسم سیاه، درگیر می‌شود و به حبس می‌افتد

## بازیگران[۱]
اسامی بازیگران فیلم تنهایی به شکل* و ترتیب نمایش در عنوان‌بندی آغازین فیلم  :
1. منوچهر وثوق به نقش اکبر
2. آرام به نقش اقدس
3. یدالله شیراندامی به نقش مهدی
4. جلال [پیشواییان] به نقش احمد
5. جمشید مهرداد
6. آتوسا پناهی
7. گیتی فروهر به نقش مادر مهدی
8. حیدری
9. صالحی
10. مهران
11. جلال موسوی
12. کریم قاجاری
13. حسین صفاریان
14. رحمانی
15. منوچهر پوراحمد به نقش قاسم سیاه (با شرکت افتخاری:)

* اسامی داخل کروشه در عنوان بندی و یا پوستر درج نشده‌اند.

## تولید فیلم
اواخر بهمن ۱۳۵۴ : پایان فیلمبرداری و تدوین فیلم تنهایی 

## نمایش فیلم
فیلم تنهایی برای بار نخست در تاریخ چهارشنبه ۲۳ تیر سال ۱۳۵۵ در ۱۰ سینما در تهران و شهرستانها به نمایش درآمد .
سینماهای نمایش‌دهنده در تهران شامل اونیورسال، پاسیفیک، ایران، ساینا، تیسفون، رنگین کمان، موناکو، پرسپولیس، کارون و دریا بودند. همزمان فیلم در سینماهای شهرستانهای شیراز (پارس - سعدی)، مشهد (متروپل - سعدی)  اصفهان (نقش جهان - مایاک)، رشت (کورش)، قزوین (آریا)، تبریز (متروپل)، بندر پهلوی (گل سرخ)، آبادان (ایران - خورشید - متروپل)، کرمانشاه (آتلانتیک)، اهواز (آریا) نیز به نمایش درآمد.
فیلم تنهایی پس از دو هفته نمایش در تهران، در گروه سینمایی فوق در تاریخ چهارشنبه ۶ مرداد ۱۳۵۵ جای خود را به فیلم گل خشخاش (داریوش کوشان) داد .

## گروه موسیقی[۱][۲]
- آهنگسازان: حسين واثقي و مصطفی جاويدان (مشهور به درویش جاویدان)
- خوانندگان: رامش، پروا و مصطفی جاویدان
- نوازندگان: مصطفی جاویدان

## دیگر عوامل فیلم[۱][۲]
- دستيار كارگردان: منوچهر مصيری
- صدابردار، میکس و افکت: ميرزا گودرزی
- رقص: طاووس
- سرپرست گويندگان: ايرج ناظريان
- لابراتوار و چاپ: حسين نوری و ذبيح الله غلامی
- تيتراژ: چترنور
- عکس: عکاسی البرز
- امور فني و برق: حميد محمدقلی